# 大灣 (高雄市)
大灣，是臺灣高雄市仁武區的一個傳統地域名稱，位於該區南部西側。相較於今日行政區，其範圍大致包括大灣里、赤山里西北部凸出部分的西部邊界地帶、八卦里南部不含東端、五和里南端、高楠里南端。
本地區境內主要聚落為大灣，設有大灣國中。

## 歷史
台灣日治初期，大灣地區為一街庄，稱為「大灣庄」（舊制街庄），隸屬於半屏里。該庄昔日北與八卦藔庄為鄰，東與赤山仔庄為鄰，南邊東段為鳥松腳庄，南邊中至西段及西邊為覆鼎金庄。
1901年（日治明治三十四年）11月11日，全台廢縣廳改設二十廳，該庄隸屬於鳳山廳。1904年（明治三十七年）5月3日，該庄編入「後勁區」，隸屬於鳳山廳。1909年（明治四十二年）10月25日，全台合併二十廳為十二廳，後勁區改隸屬於臺南廳。1920年（大正九年）10月1日，全台地方制度大改正，廢十二廳改設五州二廳，該庄改制為「大灣」大字，隸屬於高雄州高雄郡仁武庄（新制街庄）。1924年（大正十三年）12月25日，高雄郡廢郡，仁武庄改隸屬於鳳山郡。
戰後仁武庄改制為仁武鄉，隸屬於高雄縣，大字亦改制為村。1950年（民國39年）10月1日，高、屏分治，仁武鄉仍隸屬於高雄縣。1951年（民國40年）8月，仁武鄉拆分出大社鄉，本地區仍隸屬於仁武鄉。2010年（民國99年）12月25日，高雄縣、市合併為直轄高雄市，仁武鄉改制為仁武區，村亦改制為里。

## 聚落
本地區發展較早的聚落為大灣、檨仔林（已消失），在日治初期的官方地圖上已有記載。

## 交通
國道1號又稱「中山高速公路」，是貫穿台灣西部的兩條縱向高速公路之一，經過本地區西部邊界地帶，並在國道10號交會處設有鼎金系統交流道。最近的一般交流道距離甚遠，多利用國道10號與省道台1線交會處的「民族路匝道」進出，經由國道10號、鼎金系統交流道連接國道1號。由此可快速前往國道1號沿線各地。
國道10號又稱「高雄支線」或「高雄環線」，是左營至旗山的高速公路，橫貫本地區中部且設有平面側車道，並在國道1號交會處設有鼎金系統交流道。最近的一般交流道在西南側為文自路交會處的左營端；在東北側為市道186號、區道高52-1線、區道高52線交會處共用的仁武交流道。由此等可快速前往國道10號沿線各地，或銜接國道1號、國道3號。
區道高55線是烏材林至新大港（實際終點在仁武區、三民區區界）的道路，其西南側端點（終點）位於本地區南部邊界西側，由此向東北東會經過本地區的大灣聚落。
區道高57線是頂五塊厝至澄清湖的道路，經過本地區的大灣聚落。

## 學校
- 大灣國中

## 公務機關
- 高雄市政府警察局仁武分局澄觀派出所